# La leggenda del lago maledetto
La leggenda del lago maledetto (천년호?, 千年湖?, CheonnyeonhoLR, Ch‘ŏnnyŏnhoMR, titolo internazionale The Legend of the Evil Lake) è un film sudcoreano del 2003 diretto da Lee Kwang-hoon, remake della pellicola del 1969 Cheonnyeonho di Shin Sang-ok. Non fu accolto particolarmente bene, e fu visto da 101.478 spettatori nei cinema di Seul. In italiano è stato distribuito in DVD da Shin Vision e Exa Media.

## Trama
Nell'896 a.C., il regno di Silla mostra segni di cedimento e la corte è afflitta da continue ribellioni. La regina Jinseong, preoccupata per la minaccia contro il suo trono, si appoggia al generale Biharang piuttosto che ai propri consiglieri. Biharang si sforza di salvare il paese, ma è affaticato dalle continue battaglie; respinge le attenzioni della regina in favore della propria promessa sposa Jaunbi, figlia di un ribelle giustiziato, con la quale spera di condurre una vita calma e pacifica.
Mentre Biharang ha lasciato il paese per placare la ribellione lungo i confini, Jaunbi viene inseguita da alcuni assassini che hanno ricevuto dal ministro Mun-su l'ordine di ucciderla. Preda dal panico, la ragazza estrae dal terreno una spada che ha appena trovato, senza sapere che questa sigilla lo spirito vendicativo della tribù Auta, imprigionato un millennio prima da Hyeokgeose, che viene così liberato. Jaunbi riesce a scappare ai suoi aggressori gettandosi nel lago dove un tempo sorgeva il villaggio tribale.
Lo spirito della tribù Auta, risentito contro il regno di Silla per lo sterminio a cui era stato sottoposto, si impossessa del corpo di Jaunbi per portare a termine la propria vendetta.